# Victor Berglund (ishockeyspelare)
Victor Berglund, född 2 augusti 1999 i Örnsköldsvik, är en svensk professionell ishockeyspelare (back) som spelar för Luleå HF i SHL. Hans moderklubb är Svedjeholmens IF.